# Podospora inflatula
Podospora inflatula är en svampart som beskrevs av Cain 1962. Podospora inflatula ingår i släktet Podospora och familjen Lasiosphaeriaceae.   Inga underarter finns listade i Catalogue of Life.